# Károlyiové
Károlyiové (Károlyi de Nagy Károly) jsou starý uherský šlechtický rod připomínaný již ve 13. století. Jejich původní sídla se nacházela v Sedmihradsku, kde později získali dědičnou hodnost župana v Szatmáru (dnes Satu Mare v Rumunsku). V roce 1609 získali titul barona a Alexandr Károlyi (1669-1743), polní maršál císařské armády, byl v roce 1712 povýšen na hraběte. Zakoupil další majetky v různých částech Uherského království a potomkům ještě počátkem 20. století patřilo přes 200 000 hektarů pozemků. Po rozdělení dědictví v 19. století nechali Károlyiové postavit několik zámků a také palác Károlyi v Budapešti, pracoval pro ně významný architekt Miklós Ybl. Řada členů rodu se v 19. století angažovala ve veřejném dění v politice, diplomacii, prosluli též jako mecenáši kultury a vědy. Před rokem 1918 jim náleželo pět dědičných křesel ve Sněmovně magnátů, prosadili se ale i po zániku Rakousko-Uherského císařství. Mihály Károlyi (1875–1955) byl maďarským prezidentem a jeho bratranec Guyla (1871–1947) byl později maďarským předsedou vlády (1931–1932). Dvěma sňatky se Károlyiové v meziválečném období spříznili s rodinou Miklóse Horthyho. Jejich statky v Maďarsku, Československu a Rumunsku byly po druhé světové válce znárodněny, potomci dnes žijí v Rakousku, Švýcarsku a USA. Po pádu komunismu v roce 1989 se část rodiny vrátila do Maďarska, kde spravuje zámek Fót. Nejvýznamnějším zástupcem rodu je dnes György Károlyi (* 1946), který od roku 2015 zastává funkci maďarského velvyslance ve Francii.

## Dějiny

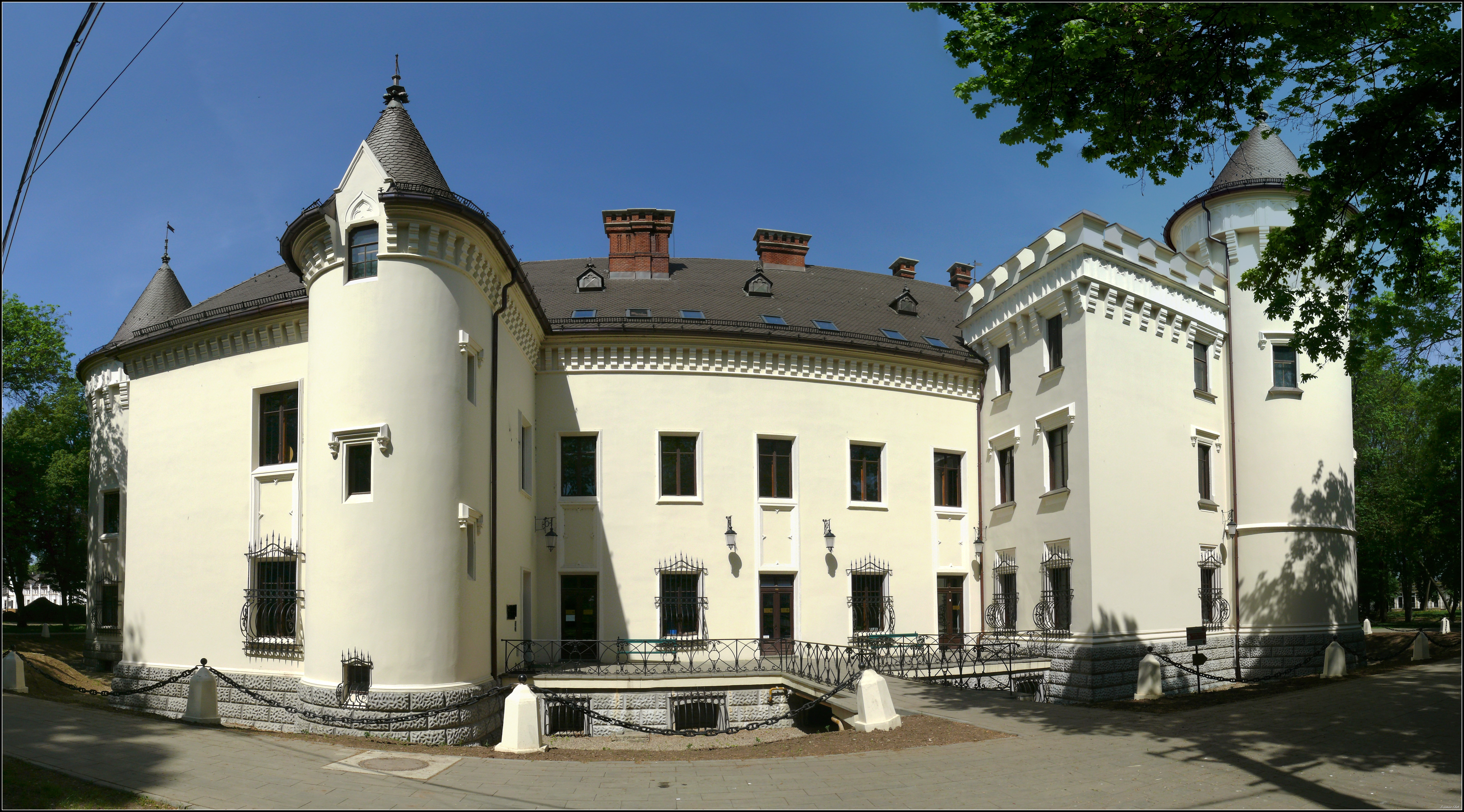
Zámek Nagy Károly (Carei, Rumunsko), nejstarší rodové sídlo

Károlyiové patří k nejstarším uherským šlechtickým rodům, jejich historie sahá až do doby Arpádovců a první předek se připomíná na počátku 13. století. Józsa Kaplon byl předkem několika rodin, které však zanikly již během 14. a 15. století, z rozrodu Kaplonů jediní Károlyiové založili dodnes přetrvávající rodinu. Ve 13. století byl založen klášter Kaplony (dnes Căpleni v Rumunsku), kde byla později zřízena rodová hrobka. Bertalan Károlyi byl stoupencem krále Zikmunda a za to obdržel další statky. Se svým bratrem Ladislavem založili dvě rodové linie, Ladislavovo potomstvo ale vymřelo v 17. století, poslední z nich byla Katalin (1588–1635), manželka sedmihradského knížete Štěpána Bethlena. Na svém nejstarším sídle Nagy Károly (dnes Carei v Rumunsku nedaleko kláštera Kaplony) se připomínají od roku 1482, kdy zde začali se svolením krále Matyáše Korvína budovat opevněný hrad. Zakladatelem rodového vzestupu z Bertalanovy linie byl Michael (Mihály, 1585–1626), který se uplatnil nejen v Uhrách, ale i u císařského dvora. Za války proti Turkům přistoupil k obnově opevnění hradu Nagy Károly. V roce 1609 získal titul barona a od svého švagra Gábora Bethlena obdržel hodnost dědičného župana v Szatmáru. Tento dědičný post byl v roce 1622 potvrzen i císařem Ferdinandem II. Z jeho dvou synů byl pokračovatelem rodu mladší Ladislav (László, 1622–1689), který byl dědičným županem v Szatmáru, zastával řadu funkcí ve správě Uherského království a byl také komorníkem u císařského dvora. Jako náhradu za majetkové ztráty v tureckých válkách získal od císaře Leopolda I. panství Füzerradvány, kde až později vznikl honosný zámek. Ze dvou manželství měl tři syny, z nichž dva padli ve válce. Pokračovatelem rodu byl nejmladší Alexandr.

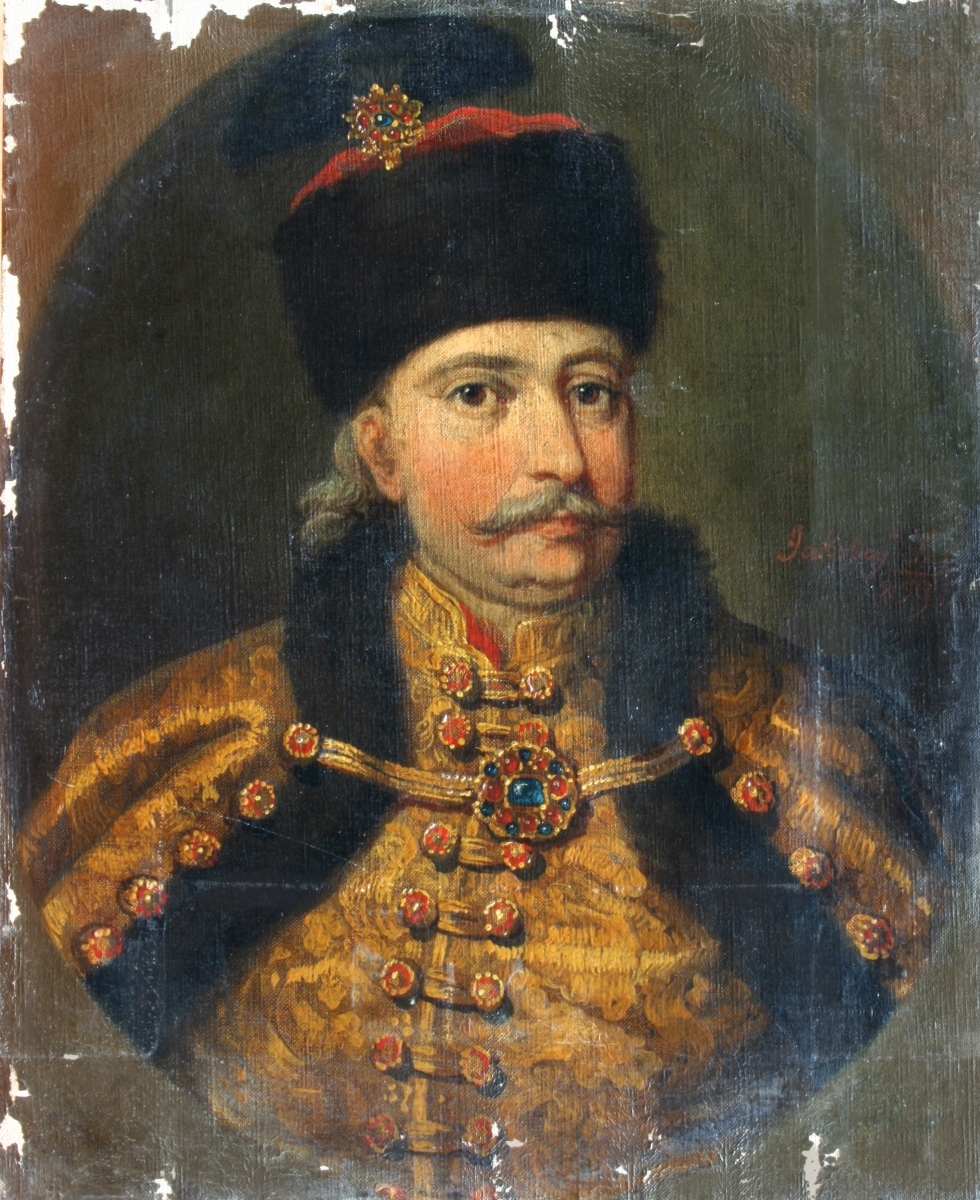
Alexandr (Sándor) Károlyi (1669¬1743), velitel v Rákócziho povstání, později polní maršál císařské armády, 1712 povýšen na hraběte

Alexandr (Sándor) (1669–1743) byl nejprve účastníkem Rákócziho povstání, místo Františka Rákócziho převzal vrchní velení, ale krátce poté se s Habsburky usmířil a uzavřel Szatmárský mír. Přešel do císařské armády a proti Turkům. V roce 1712 získal titul hraběte a nakonec v armádě dosáhl hodnosti polního maršála. Významným způsobem přispěl k rozšíření rodového majetku. V roce 1722 koupil přes 67 000 hektarů půdy v jižních Uhrách od hraběte Leopolda Šlika, který předtím tento majetek získal od královské komory. Zámky Nagymágocs a Derekeghyáz na tomto panství v župě Csongrád vznikly až později. V roce 1730 koupil od Maxmiliána Oldřicha Kounice panství Tót Megyer (dnešní Palárikovo na Slovensku), kde poté nechal podle projektu Franze Antona Hillebrandta postavit honosný barokní zámek. Mimo jiné byl vrchním županem Szatmárské župy, tuto funkci vykonával i jeho syn František (Ferenc) (1705–1758). Také on sloužil v armádě a na konci války o rakouské dědictví dosáhl hodnosti generála jízdy. V další generaci vynikl Antonín (Antal) (1732–1791), který se v mládí vyznamenal v sedmileté válce, později dosáhl hodnosti polního zbrojmistraa obdržel Řád zlatého rouna. Proslul také jako mecenáš věd a umění, v Szatmárské župě inicioval rekultivaci zemědělské krajiny. Na panství Derekegyház v župě Csongrád nechal postavit barokní zámek.

## Károlyiové v 19. a 20. století
Předkem všech současných linií Károlyiů byl Antonínův jediný syn Josef (József) (1768–1803), který také sloužil v armádě a působil jako státní úředník. Po otci pokračoval ve stavebních úpravách zámku Derekegyház, z doby dědického řízení se dochoval podrobný popis zámku, který dokládá tehdejší význam sídla. Se svou manželkou Alžbětou, rozenou Valdštejnovou (1769–1813) měl tři syny, pro jejichž početné potomstvo bylo později z rodového majetku vytvořeno několik svěřenství. Nejmladší z potomstva byla dcera Josefa (1793–1863), manželka diplomata hraběte Josefa Trauttmansdorffa (1788–1870) a majitelka panství Lipnice nad Sázavou. Pokračovatelé rodu synové Štěpán (1797–1881), Ludvík (1799–1863) a Jiří (1802–1877) se o dědictví rozdělili v roce 1827.Každý z nich rozšířil majetek dalšími nákupy, takže později různým členům rodu patřilo přes 200 000 hektarů půdy, největší podíl připadal na Szatmárskou župu, kde jim patřilo 73 000 hektarů pozemků. Další velké majetky jim patřily v župách Csongrád, Békés a Heves, v Horních Uhrách (dnešní Slovensko) vlastnili statky v Bratislavské a Nitranské župě včetně jednoho z hlavních rodových sídel na zámku Tót Megyer (Palárikovo).

### Štěpánova linie (Fót, Füzerradvány)

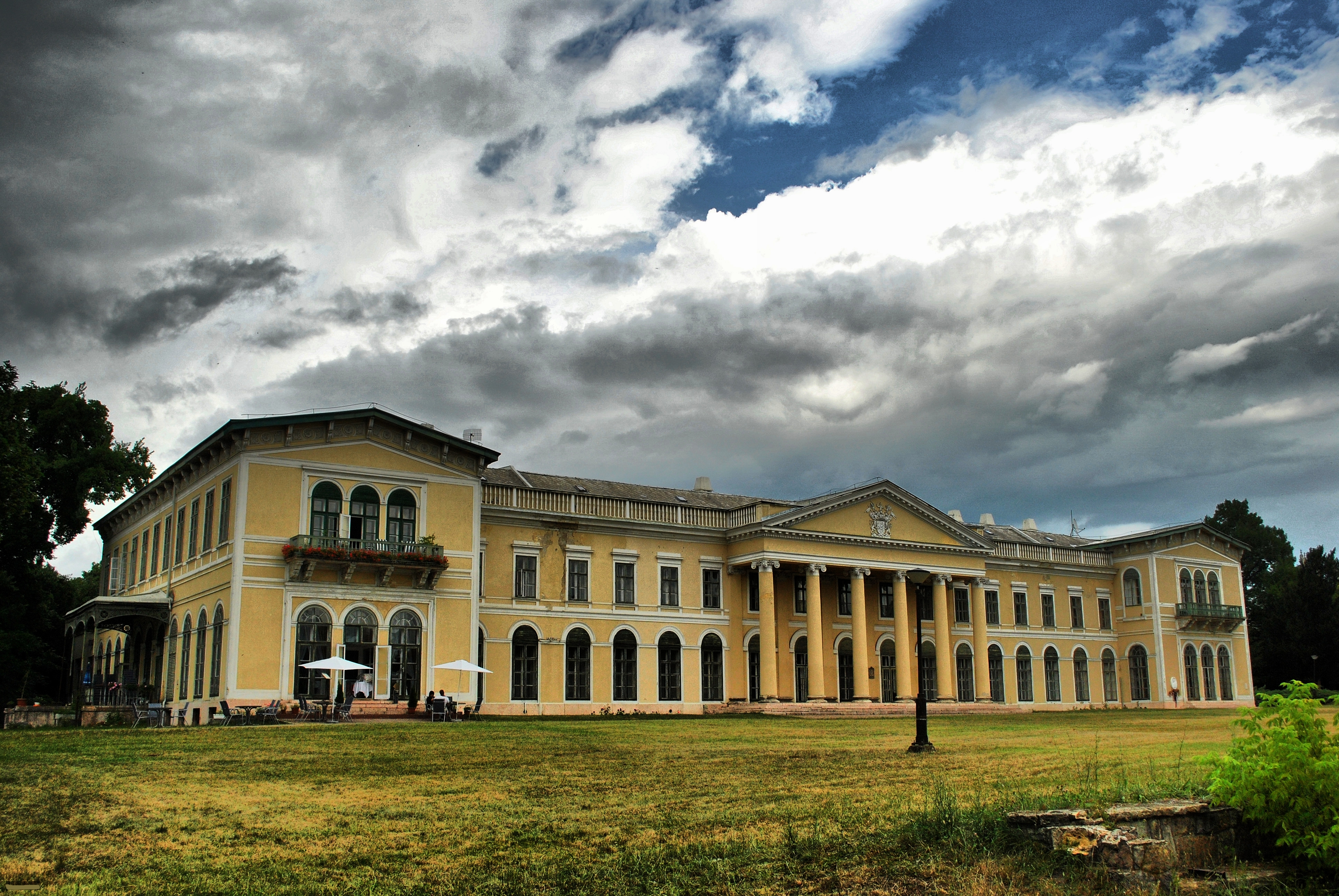
Zámek Fót

Nejstarší syn Štěpán (István) (1797–1881) působil v mládí v diplomacii a procestoval Evropu, později žil dlouhodobě v ústraní na svých statcích. V roce 1848 se aktivně zapojil do maďarské revoluce, po její porážce byl vězněn v Terezíně a propuštěn byl po zaplacení pokuty 100 000 zlatých. Jeho hlavním sídlem byl zámek Fót postavený v letech 1845–1849, později zde na návštěvě několikrát pobýval císař František Josef s manželkou Alžbětou. Za zásluhy v oblasti charity byl Štěpán dekorován velkokřížem Řádu sv. Štěpána. Jeho syn Eduard (Ede) (1821–1879) byl aktivní v politice jako poslanec uherského zemského sněmu a jako své sídlo nechal postavit zámek Füzerradvány v novogotickém slohu (pro tuto linii Károlyiů několikrát pracoval významný maďarský architekt Miklós Ybl). Jeho mladší bratr Alexandr (Sándor) (1831–1906) byl také poslancem uherského parlamentu, proslul svým působením v charitě a financoval rozvoj železnic. Získal Řád zlatého rouna a zemřel bez potomstva ve Francii. Pokračovatelem této linie byl Eduardův syn Ladislav (László, 1859–1936), který byl dědičným členem Sněmovny magnátů a v rámci rodiny patřil k jejím nejbohatším členům, v několika župách mu patřilo téměř 47 000 hektarů půdy. V roce 1914 prodal již nevyužívaný zámek Derekegyház průmyslníkovi Manfredu Weissovi. Jeho dědic Štěpán (István) (1898–1967) v meziválečném období vybudoval ze svého sídla Füzerradvány luxusní hotel, po druhé světové válce byly majetky zestátněny a potomci dnes žijí v Rakousku a USA.

### Ludvíkova linie (Tót Megyer)

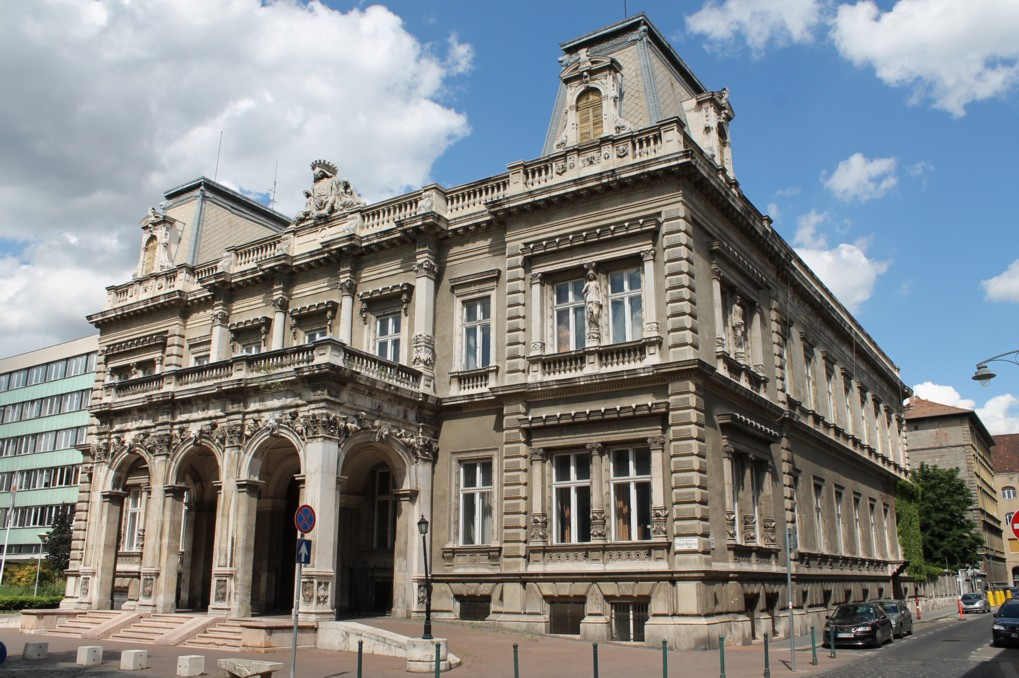
Palác Károlyi v Budapešti

Ludvík (Lájos) (1799–1863) byl županem v Nitře, kde vlastnil panství Tót Megyer (Palárikovo), na rozdíl od svých bratrů se nezúčastnil maďarské revoluce a proslul působením v charitě. Byl ženatý s Ferdinandinou Kounicovou (1805–1862), dcerou posledního potomka moravské větve Kouniců, knížete Aloise Václava Kounice. Jejich syn Alois (Alajos) (1825–1889) se uplatnil v diplomacii, byl dlouholetým rakousko-uherským velvyslancem v Německu (1871–1878) a Velké Británii (1878–1888), nakonec získal Řád zlatého rouna. Svůj majetek rozšířil o velkostatek Stupava se zříceninou hradu Pajštún získaný v roce 1868 od Pálffyů. Své statky rozdělil mezi syna a dvě dcery. Starší dcera Ferdinandina (1868–1955) zdědila téměř 6 500 hektarů půdy v župách Csongrád a Békés. Provdala se za pozdějšího rakousko-uherského ministra zahraničí hraběte Leopolda Berchtolda (1863–1942), který měl po zániku monarchie zákaz vstupu na území Československa. Poté se manželé usadili na zámku Árpádhalom, který nechali přestavět v letech 1897–1898. Mladší Aloisova dcera Sofie (1875–1945) zdědila panství Nagymágocs a provdala se za bratrance Imre Károlyiho (1873–1942). Jediný Aloisův syn Ludvík (Lájos) (1872–1965) byl dědičným členem Sněmovny magnátů a kromě pozemků v Prešpurské a Nitranské župě vlastnil také majetek v Szatmárské župě, celkově mu patřilo téměř 48 000 hektarů půdy. Trvale sídlil na zámku Tót Megyer (Palárikovo), odkud v roce 1945 uprchl před příchodem Rudé armády do Rakouska. Potomstvo této linie dnes žije ve Švýcarsku.

### Jiřího linie (Parádsasvár, Fehérvárscurgó)

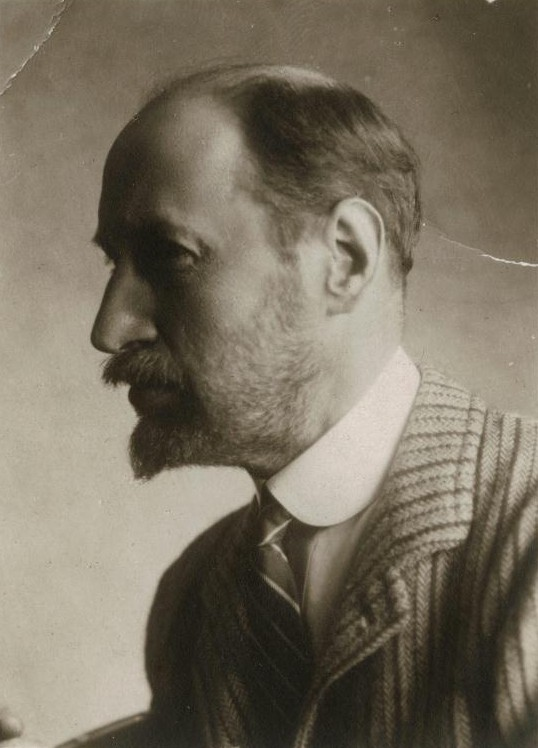
Mihály Károlyi (1875–1955), předseda vlády a prezident Maďarska

Jiří (György) (1802–1877) v mládí procestoval Evropu a několik asijských zemí, po návratu finančně podpořil vznik Maďarské akademie věd a proslul řadou dalších aktivit. Stejně jako nejstarší bratr Štěpán se zúčastnil maďarské revoluce v letech 1848–1849 a po její porážce musel za své propuštění zaplatit vysokou finanční pokutu. V roce 1834 koupil od rodu Perényiů panství Fehérvárcsurgó, kde později nechal podle projektu Heinricha Kocha postavit klasicistní zámek. Heinrich Koch projektoval také rozlehlý palác Károlyi v Budapešti. Rodové statky rozšířil ještě v roce 1841 zakoupením panství Parádsasvár v župě Heves s pozemky přes 20 000 hektarů. Později postavený novogotický zámek v Parádsasváru dnes funguje jako luxusní hotel. Jiří měl se svou manželkou Karolínou Zichyovou (1818–1903) pět synů a všichni se angažovali ve veřejném životě. Nejstarší Julius (Gyula, 1837–1890) byl c.k. tajným radou, komořím, dlouholetým poslancem uherského zemského sněmu a nakonec získal Řád zlatého rouna. Z jeho potomstva vynikl syn Michael (Mihály) (1875–1955), který byl v letech 1918–1919 maďarským premiérem a v roce 1919 krátce prezidentem. Poté emigroval a zbytek života strávil v exilu. Jeho manželkou byla hraběnka Katalin Andrássyová (1892–1985) přezdívaná díky manželovým politickým postojům Rudá hraběnka. Byl o ní natočen film Rudá hraběnka (A vörös grófnö, 1985) oceněný na festivalu v Moskvě. Jejich prasynovec György (* 1946) v exilu působil jako finanční ředitel společnosti Fiat v Paříži, po pádu komunismu v roce 1989 se zapojil do veřejného života v Maďarsku, uplatnil se v diplomacii a od roku 2015 vykonává funkci maďarského velvyslance ve Francii. Z Jiřího potomstva byl nejmladší syn Štěpán (István) (1845–1907), který proslul jako liberální poslanec uherského sněmu, byl také členem správní rady Maďarské akademie věd a koncem 19. století nechal přestavět nejstarší rodové sídlo Nagy Károly.
Jiřího čtvrtý syn Tibor (1843–1904) byl c.k. tajným radou a komořím, dlouholetým poslancem uherského zemského sněmu a nakonec v letech 1898–1900 předsedou Sněmovny magnátů. Uplatnil se také jako překladatel a v pěti svazcích vydal rodový archiv. Stejně jako další členové rodu se zabýval vodohospodářstvím a regulací řek. Jeho starší syn Julius (Gyula, 1871–1942) se od mládí věnoval politice jako člen Sněmovny magnátů, mimo jiné byl županem v Aradu, kde vlastnil několik tisíc hektarů půdy. Později byl maďarským ministrem zahraničí (1930–1931) a nakonec předsedou vlády (1931–1932). Do roku 1939 byl pak ještě předsedou Sněmovny magnátů, ale žil spíše již v ústraní. Jeho mladší bratr Emerich (Imre, 1873–1943) dědičným členem Sněmovny magnátů, rytířem Maltézského řádu a také spisovatelem. Věnoval se i správě statků, ve třech župách vlastnil téměř 6 500 hektarů půdy. Oženil se se svou sestřenicí Sofií Károlyovou (1875–1945), která byla dědičkou panství Nagymágocs v župě Csongrád. Manželé zde nechali postavit novobarokní zámek, na správních a hospodářských budovách se jako architekt podílel opět Miklos Ybl. Dva z jejich potomků se spříznili s rodinou regenta Miklóse Horthyho. Dcera Consuela (1905–1976) se provdala za Miklóse Hortyho mladšího (1907–1993). Syn Julius (Guyla, 1907–1942) měl za manželku regentovu dceru Paulu Horthyovou (1903–1940). Uplatnil se jako strojní inženýr a zahynul při leteckém neštěstí.

## Osobnosti

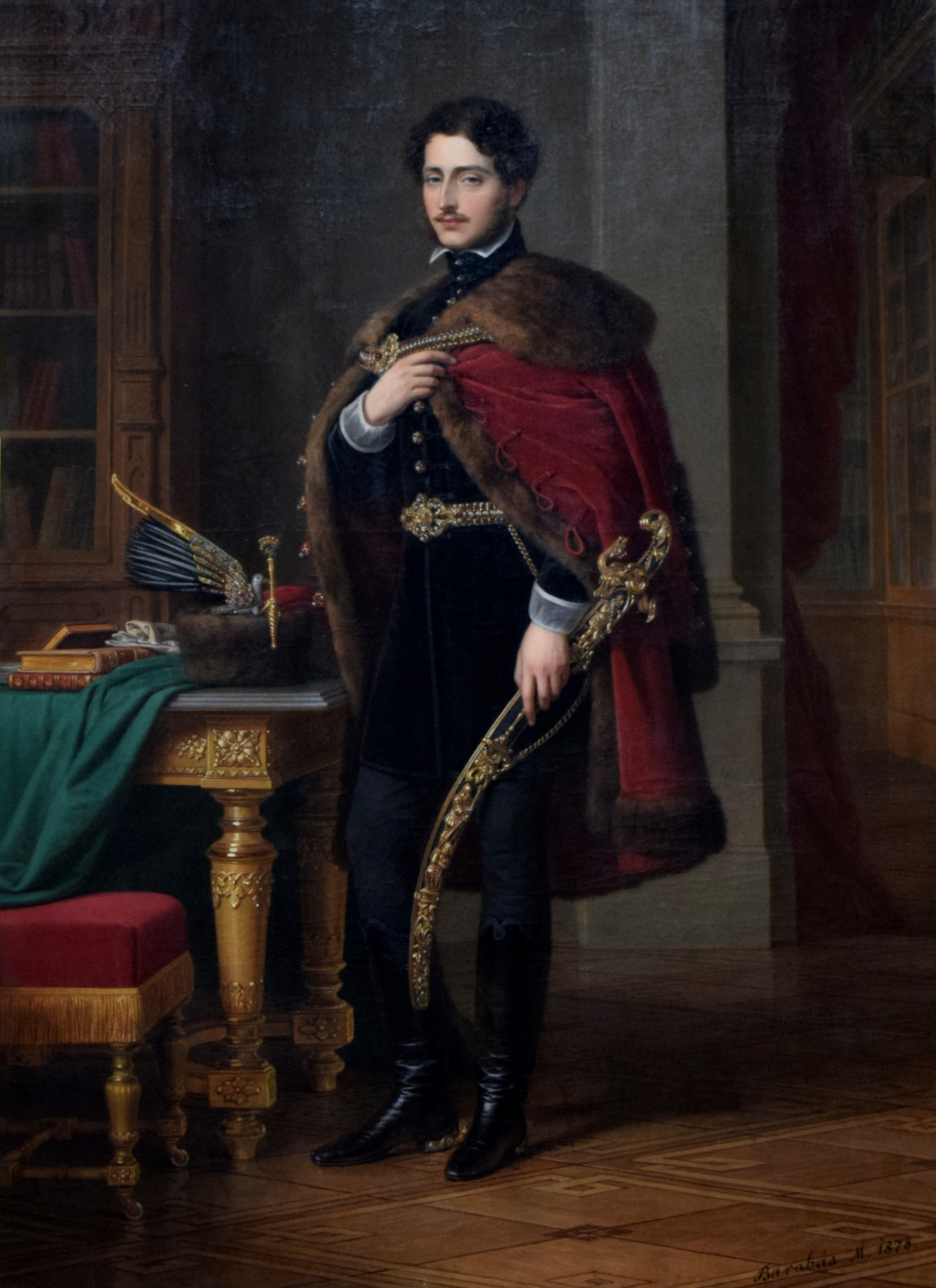
György Károlyi (1802–1877), nejvyšší hofmistr Uherského království

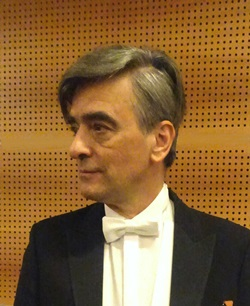
György Károlyi (* 1946), maďarský velvyslenec ve Francii

- Michael (Mihály) (1585–1626), voják, diplomat, dvořan, baron 1609
- Alexandr (Sándor) (1669–1743), polní maršál, hrabě 1712
- František (Ferenc) (1705–1758), generál jízdy
- Antonín (Antal) (1732–1791), polní zbrojmistr, rytíř Řádu zlatého rouna
- Josef (József) (1768–1803), župan v Szatmáru a Békési, zakladatel tří rodových větví
- Štěpán (István) (1797–1881), c. k. tajný rada, komoří, nositel velkokříže Řádu sv. Štěpána
- Ludvík (Lájos) (1799–1863), c. k. tajný rada, komoří, župan v Nitře
- Jiří (György) (1802–1887), c. k. tajný rada, komoří, nejvyšší hofmistr Uherského království
- Eduard (Ede) (1821–1879), poslanec uherského sněmu, člen Sněmovny magnátů
- Alois (Alajos) (1825–1889), rakousko-uherský velvyslanec v Německu a Velké Británii, rytíř Řádu zlatého rouna
- Alexandr (Sándor) (1831–1906), poslanec uherského sněmu, dědičný člen Sněmovny magnátů, mecenáš, rytíř Řádu zlatého rouna
- Julius (Gyula) (1837–1890), poslanec uherského sněmu, dědičný člen Sněmovny magnátů, prezident Červeného kříže v Uhrách, rytíř Řádu zlatého rouna
- Gabriel (Gábor) (1841–1895), poslanec uherského sněmu
- Tibor (1843–1904), c.k. tajný rada, komoří, poslanec uherského sněmu, předseda Sněmovny magnátů 1898–1900
- Štěpán (István) (1845–1907), poslanec uherského sněmu, člen Maďarské akademie věd
- Julius (Gyula) (1871–1942), dědičný člen Sněmovny magnátů, župan v Aradu, ministr zahraničí (1930–1931), předseda vlády (1931-1932)
- Emerich (Imre) (1873-1943), dědičný člen Sněmovny magnátů, spisovatel
- Michael (Mihály) (1875–1955), maďarský prezident a premiér
- Ladislav (László) (* 1931), mecenáš, majitel zámku Fót
- György (* 1946), finanční ředitel společnosti Fiat, maďarský velvyslanec ve Francii (od 2015)

## Galerie

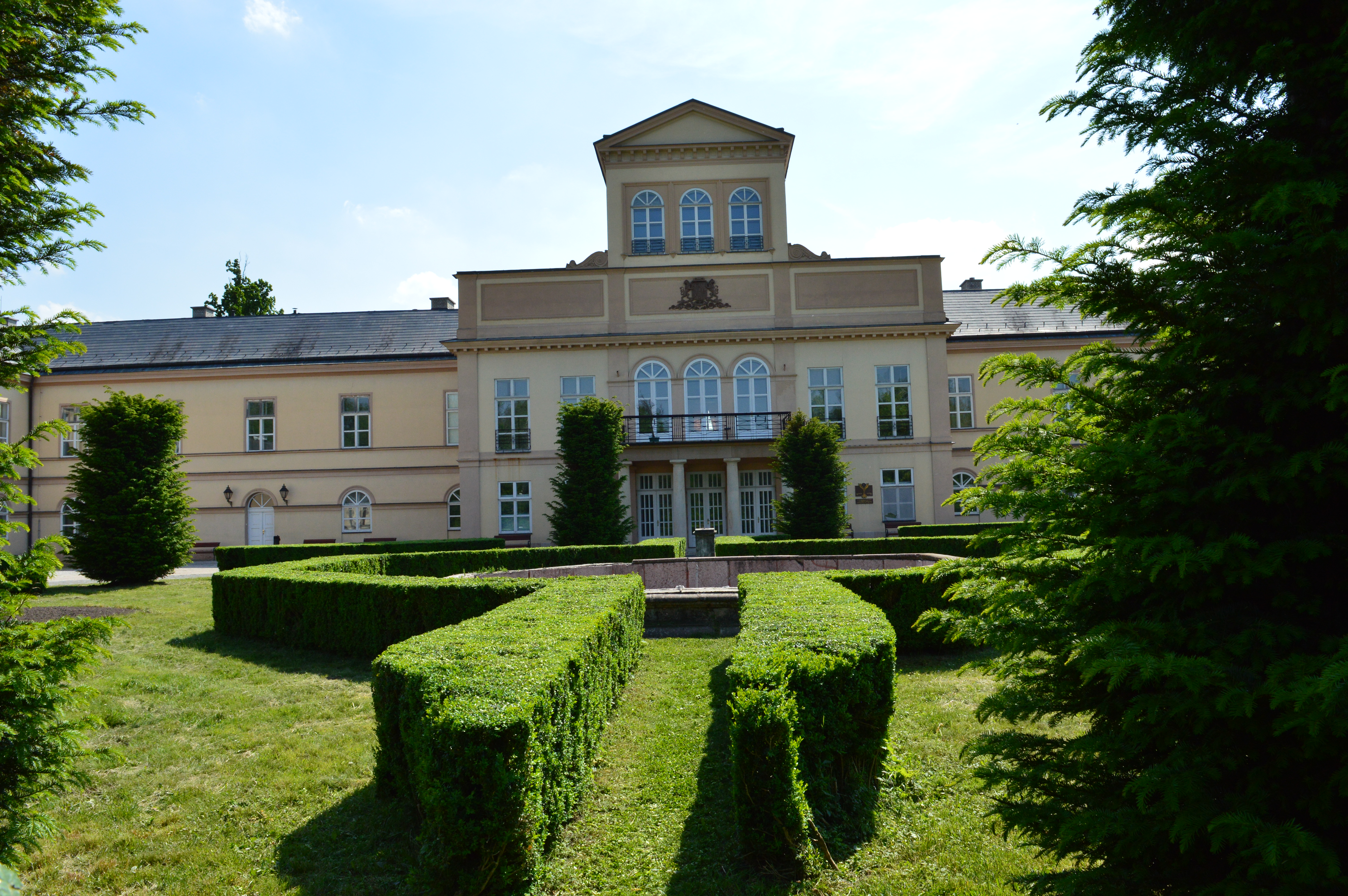
Zámek Tót Megyer (Palárikovo)
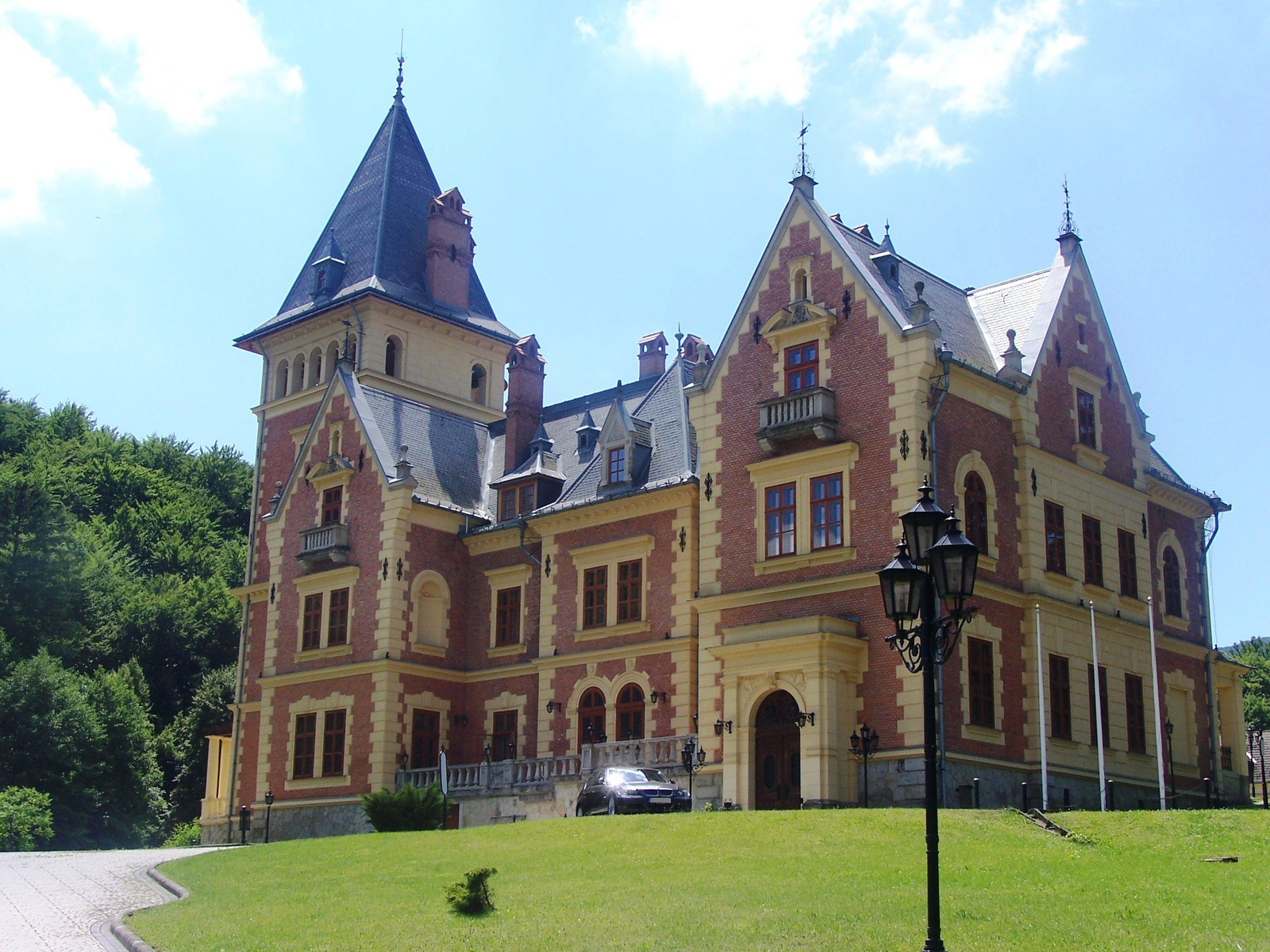
Zámek Parádsásvár
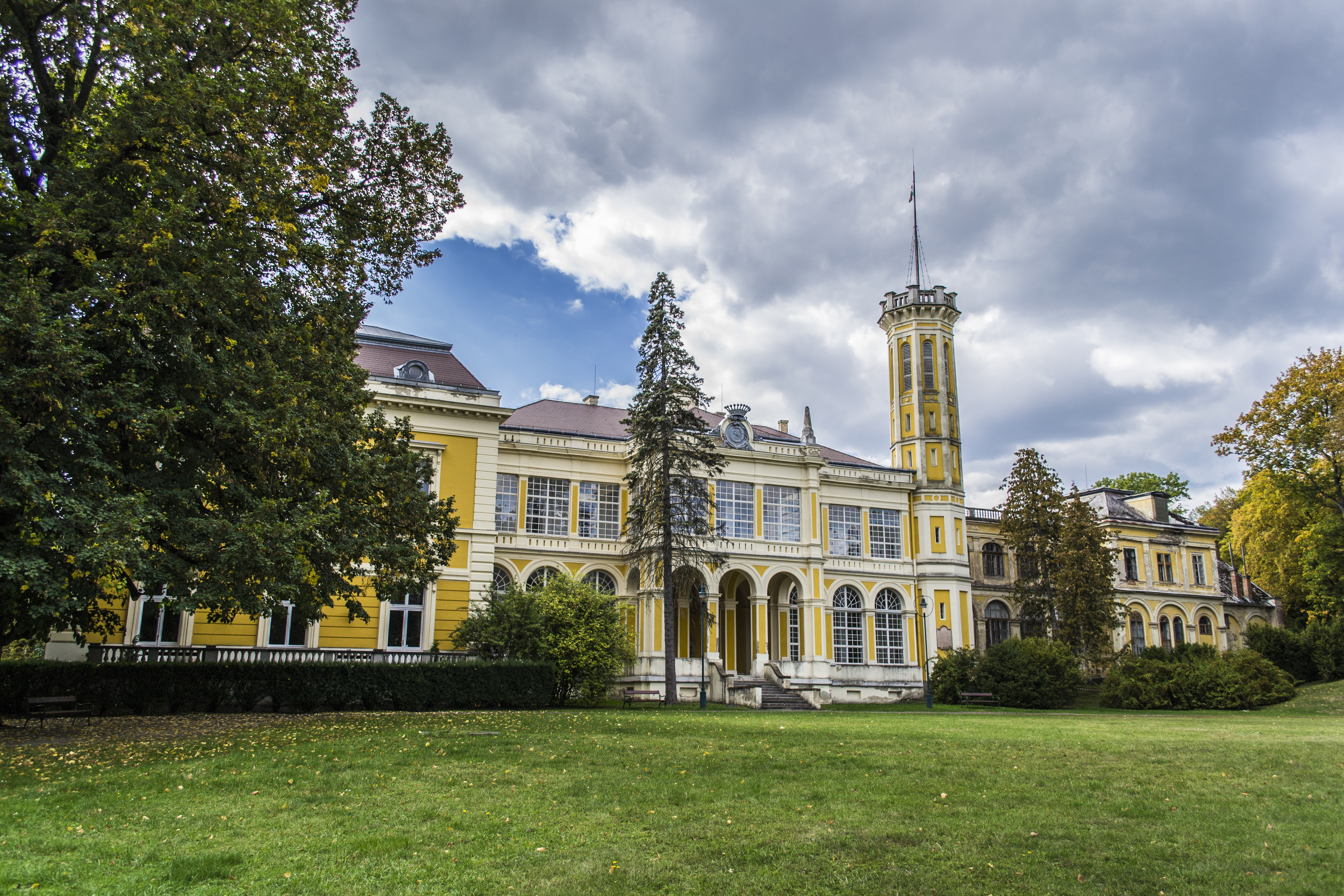
Zámek Füzerradványi
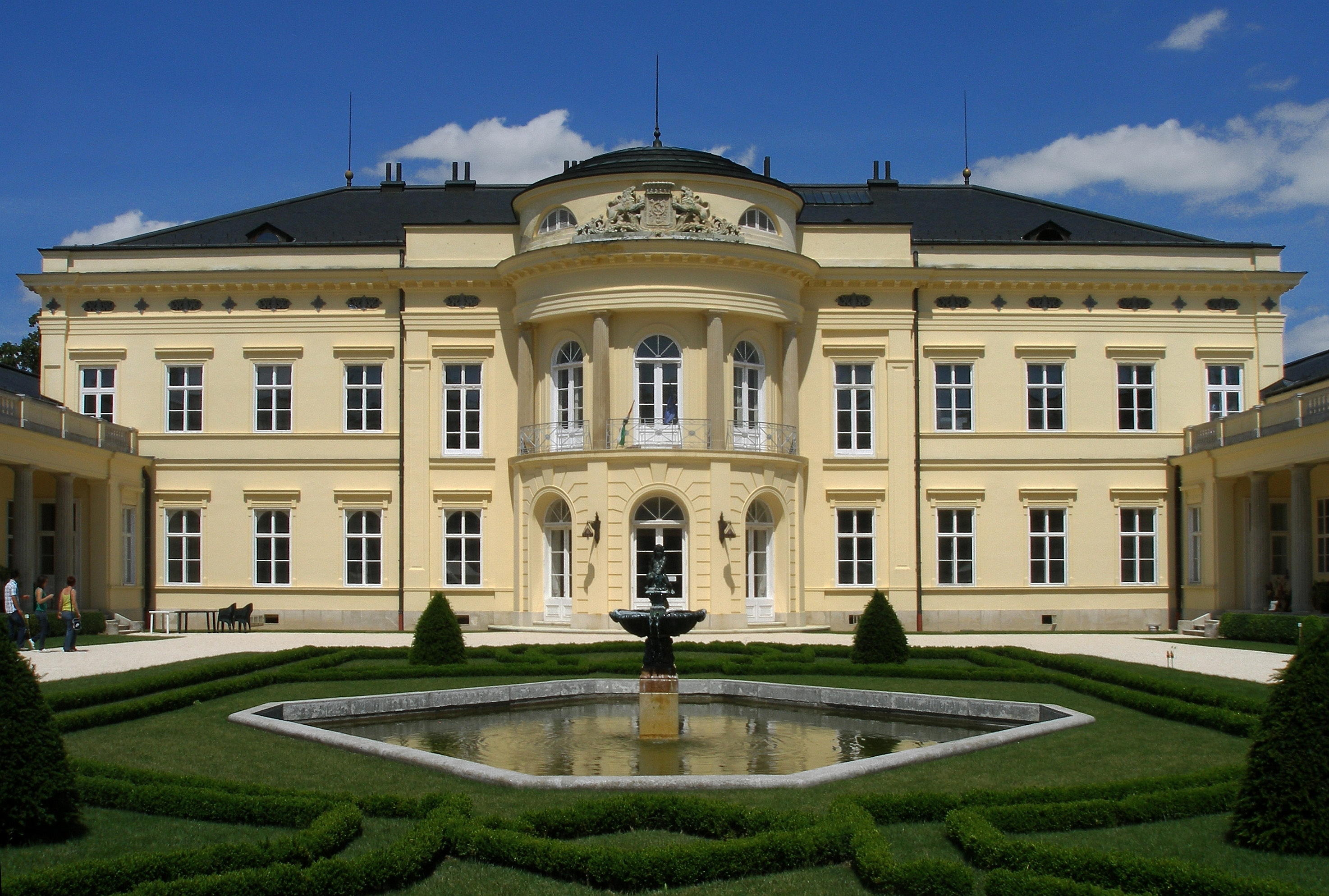
Zámek Fehérvárcsugó
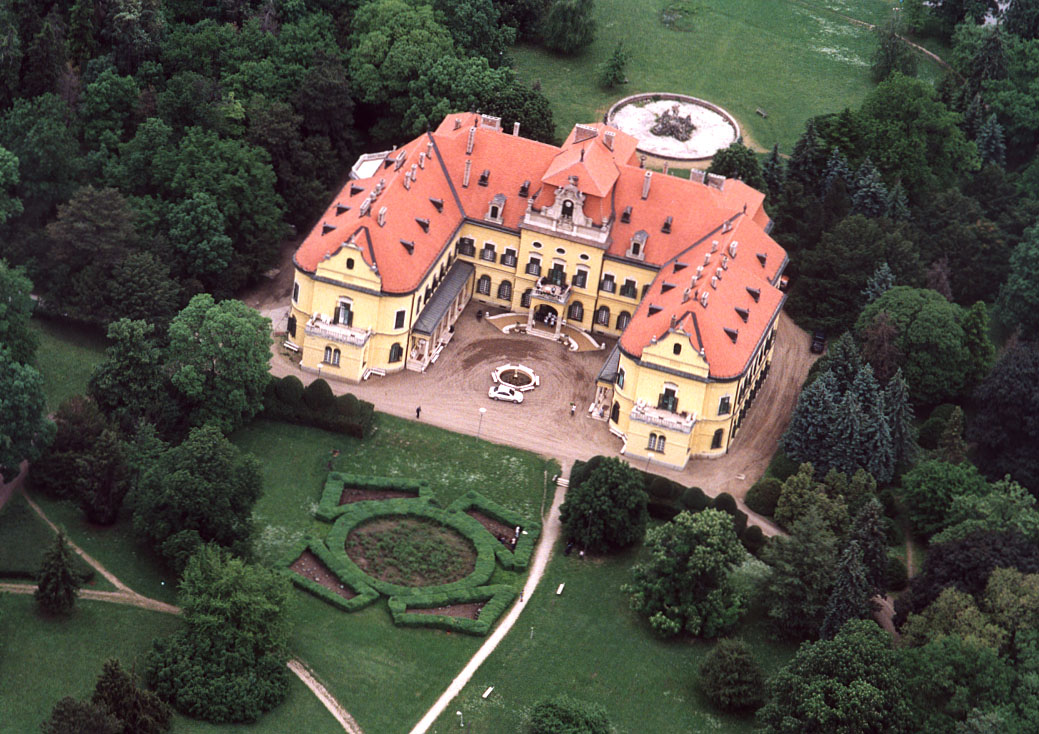
Zámek Nagymágocs
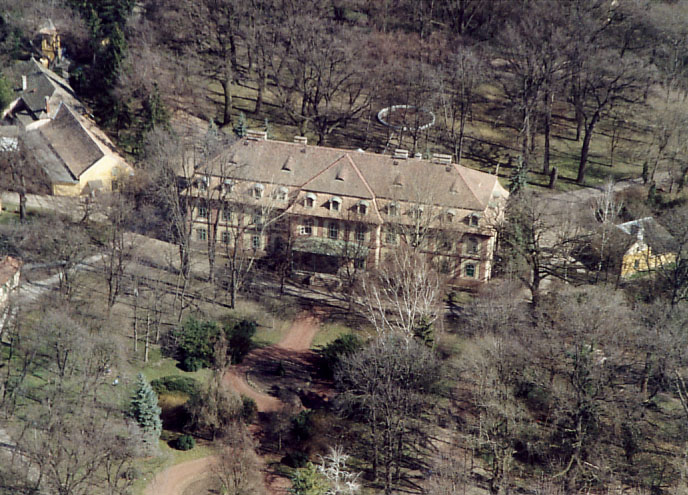
Zámek Derekegyháza
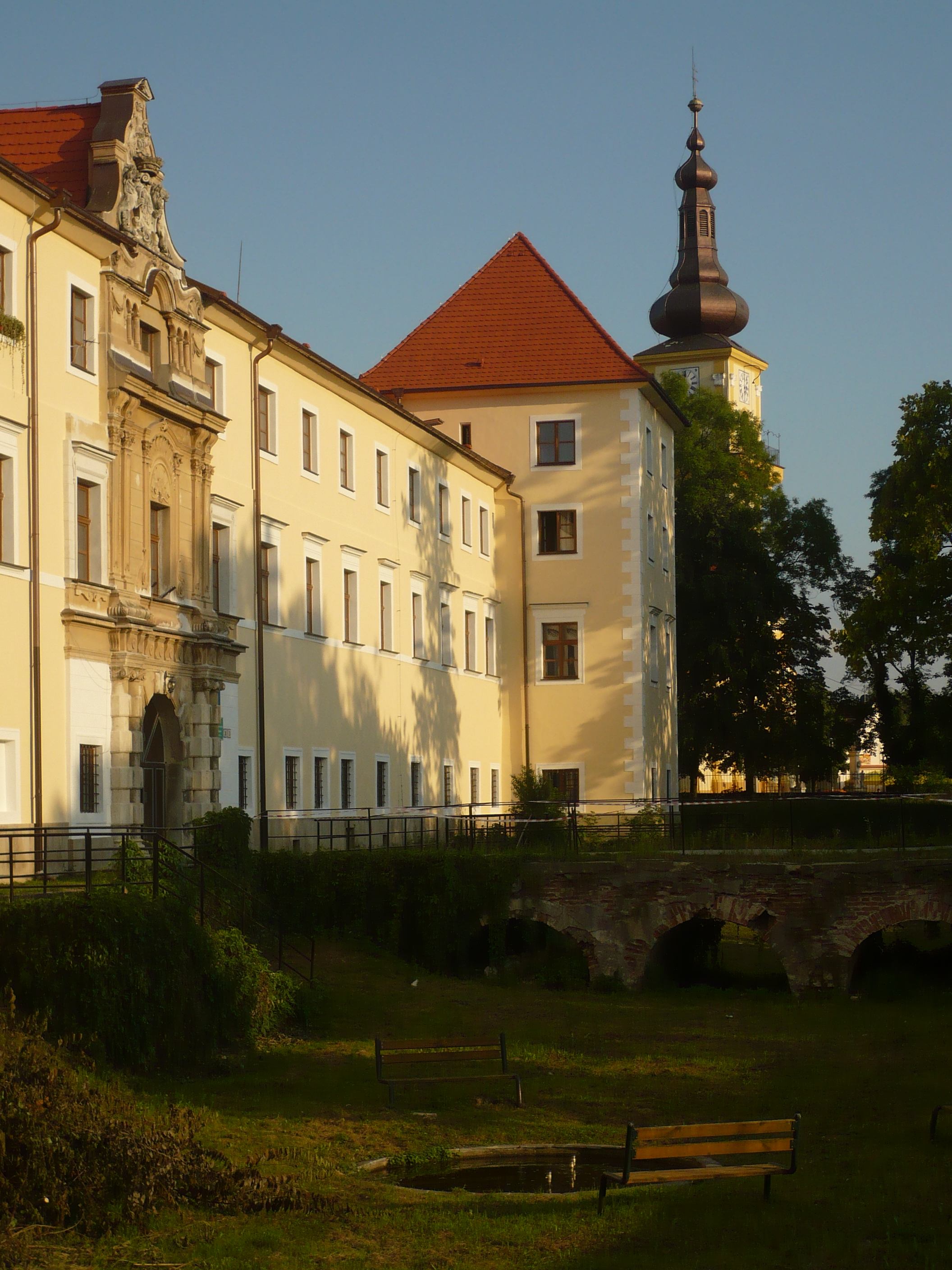
Zámek Stupava
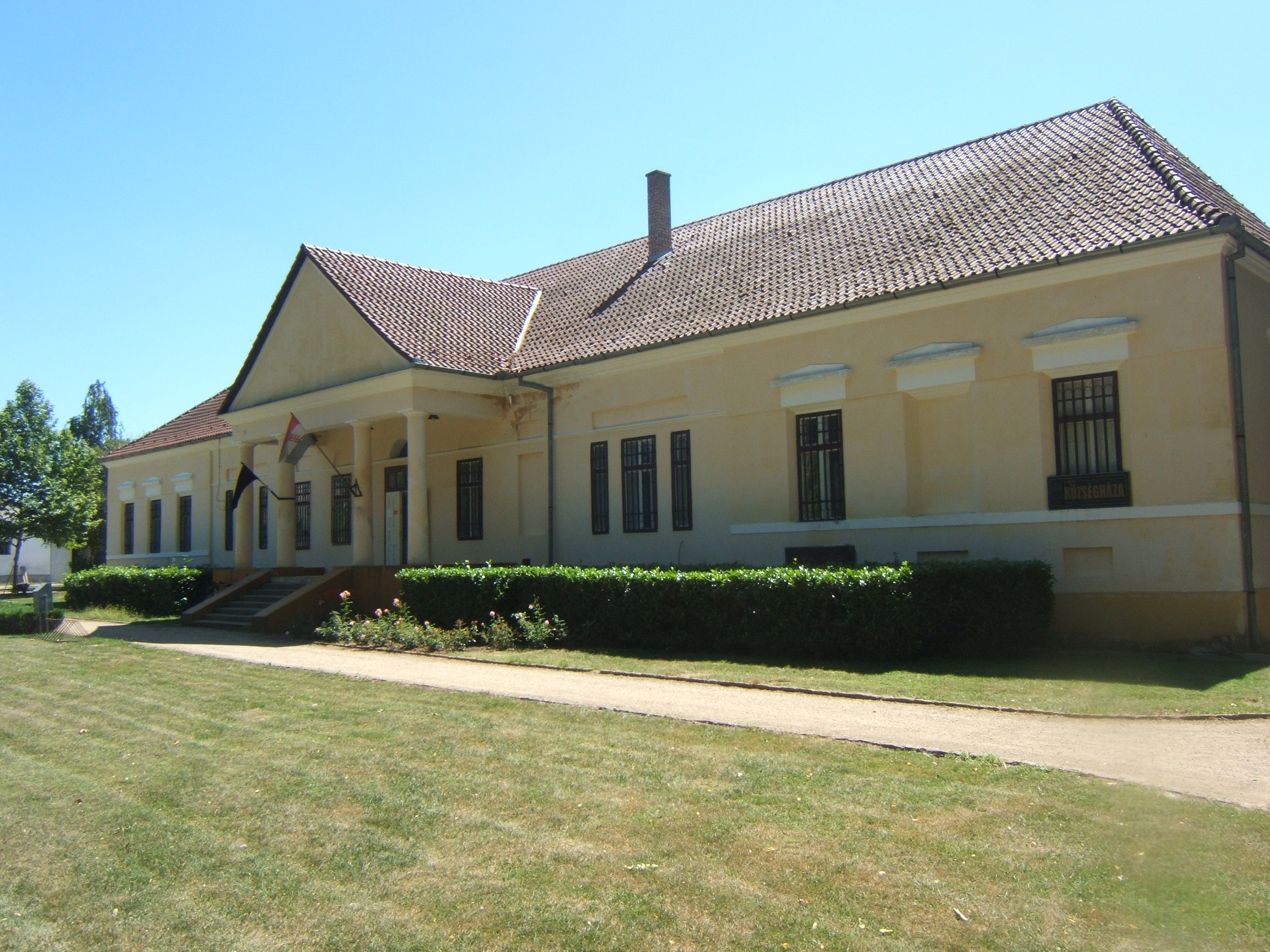
Zámek Beregsurány